# سنت-آن-دو-لا-روشل، کبک
سنت-آن-دو-لا-روشل (به فرانسوی: Sainte-Anne-de-la-Rochelle) شهری در منطقه شهری لو وال-سن-فرانسوا ناحیه استری در استان کبک کانادا است. در سرشماری سال ۲۰۱۱ این شهر ۷۴۲ نفر جمعیت داشته‌است و مساحت آن ۶۰٫۹۶ کیلومتر مربع است.